# クリーンスパ市川

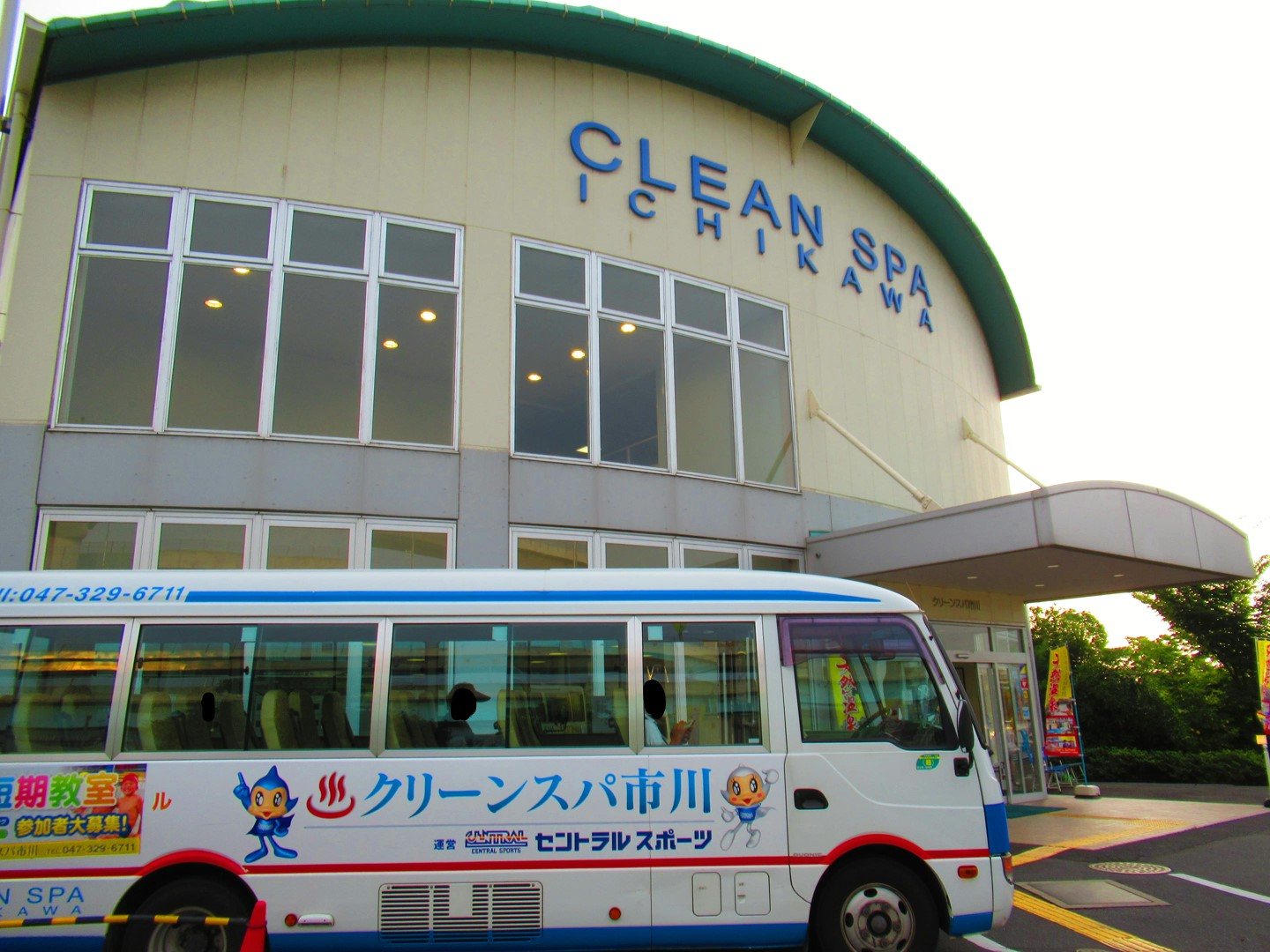
クリーンスパ市川のエントランス、手前に停車しているマイクロバスはクリーンスパ市川が運行している無料送迎バス

クリーンスパ市川は、千葉県市川市上妙典にある公衆浴場（日帰り入浴施設）。

## 概要
施設内には、プールや温浴施設、ジム、スタジオ、レストラン、休憩エリア、大広間、アーケードゲームなどを併設している。また、JA市川市によって市川市内で収穫された野菜、果物が販売されている。
施設内の熱源、電源は隣接するクリーンセンターで焼却した可燃ごみの発生熱を利用している。
さらに、施設内を利用する際には、受付で腕時計型ICタグが貸与される。ICタグはアーケードゲームや自販機などの設備を除き、施設内の設備を使用する際に読み取り機などにかざして使用する。なお、利用料金の支払いは受付でICタグを使用し清算する。

## 風呂の種類

### 屋外
- 露天風呂
  - ボーリングによって掘り出した鉱泉を加熱したものを使用している。成分は主に塩化ナトリウムが中心となっている。鉱泉の色は黒かかった赤茶色。
- 五右衛門風呂

### 室内
- 内湯
- ジャグジー
- 水風呂
- ドライサウナ
- 掛け湯
- 打たせ湯

## 沿革
- 開館 : 2007年9月1日

## 運営
セントラルフィットネスクラブが運営を請け負っている。　　

## 交通
- 原木中山駅の駅前ロータリーから無料送迎バス。また、一部西船橋駅、本八幡駅、行徳駅・妙典駅付近を発着とする無料送迎バスもある。
- 妙典駅より、徒歩（駅より南下し、妙典橋を渡り江戸川放水路の堤防の上をさらに南下しクリーンスパ市川の入口まで）で約20～30分
- 有料駐車場完備（平日は無料開放のこともある）